# Maurice II de Craon
 (mai 2013).
Si vous disposez d'ouvrages ou d'articles de référence ou si vous connaissez des sites web de qualité traitant du thème abordé ici, merci de compléter l'article en donnant les références utiles à sa vérifiabilité et en les liant à la section « Notes et références ».
Maurice II de Craon, né vers 1136 et mort en 1196, seigneur de Craon, gouverneur d'Anjou et du Maine sous Henri II d'Angleterre, personnage militaire et poète anglo-normand du XIIe siècle. Maurice II possédait aussi des fiefs en Angleterre qu'il tenait de la munificence d'Henri II (Ham, Wal(e)ton, Ewell, Burne).

## Biographie

### Chevalerie
Maurice II, fils de Hugues de Craon et de Marquise (très probablement de Vitré, fille d'André Ier ou plutôt de son fils Robert II de Vitré ?) sa seconde femme, succéda à son demi-frère aîné Guérin II de Craon en 1150. Il n'était pas majeur et ne fut reçu chevalier que postérieurement à la prise de possession de son fief. L'acte militaire le plus ancien de Maurice II est sa participation au siège mis par Henri II d'Angleterre  devant la ville de Thouars, qui fut prise le 10 octobre 1158.
Il était aussi le petit-fils de Maurice Ier de Craon (x Étiennette ou Tiphaine, fille d'Hugues d'Ingrandes et Chantocé) et l'arrière-petit-fils de Renaud Ier de Craon (x Ennoguen/Agnès/Domitia de Vitré), lui-même fils du fondateur de la deuxième Maison de Craon  au XIe siècle, Robert le Bourguignon (x Avoise/Blanche de Sablé, fille héritière de Geoffroi de Sablé).

### Croisade
Quelques années plus tard, Maurice II partit pour la croisade. Maurice II rentra donc en France après le mois de mars 1170. Il avait couru quelques dangers en Orient et, en exécution d'un vœu fait en Égypte, il constitua au profit de la collégiale Saint-Nicolas de Craon une rente de deux sous destinée à contribuer à la lampe de la chapelle.

### Mariage
Il n'épousa Isabelle de Meulan (Maison de Beaumont-Leicester), fille de Galéran IV de Meulan, veuve en premières noces de Geoffroy III de Mayenne (mort en 1169), qu'à son retour de Terre-Sainte vers 1170. Cette alliance lui apportait le double appui des seigneurs de Meulan et de ceux de Mayenne.
De son mariage, contracté en 1170 avec Isabelle de Meulan de Mayenne (morte en mai 1220), Maurice II eut quatre fils et trois filles :
- Avoise, qui épouse 1o Guy V de Laval  : d'où la suite des comtes de Laval par leur fille Emma ; puis 2o Yves Le Franc, avec postérité ;
- Renaud ;
- Maurice III (né au plus tôt vers 1180, car mineur quand il devient sire de Craon en 1196, mort le 25 juillet 1207, sans alliance connue ni postérité) : Philippe Auguste lui donne Plaimel/Plaimol en 1206 contre sa fidélité[3] ;
- Pierre, ecclésiastique ;
- Amaury Ier de Craon[4] (né au plus tôt vers 1180, mort le 12 mai 1226) ;
- Clémence, épouse de Pierre de La Garnache ;
- Agnès[5], épouse en 1191 de Thibault II de Mathefelon.

### HenriIId'Angleterre
L'époque de Maurice II vit s'accomplir l'élévation de la maison d'Anjou. Geoffroy d'Anjou meurt en 1151. Les seigneurs de l'Anjou devinrent vasseaux de son fils Henri (lui même vassal de Louis VII). La succession est portant disputée par son frère Geoffroy, avec l'appui du roi, en 1152. En 1154 Henri devint le roi d'Angleterre et, sous ses étendards, ses vasseaux doivent choisir leur camp: En 1174, lors de la révolte des fils d'Henri II contre leur père, on trouve Maurice II au nombre des seigneurs restés fidèles à Henri. Chargé de commander les Angevins, il s'empara de Chantoceau et de Sablé, détruisit les deux forteresses voisines de Sablé : Saint-Loup et Saint-Brice, et reçut le gouvernement de l'Anjou et du Maine, ainsi que de la forteresse récemment construite à Ancenis.
Il figure cette même année parmi les témoins de la pacification signée au Traité de Falaise entre Henri II et ses fils.
En 1177, lors de la convention passée entre Louis VII et Henri II, il est d'avance désigné par ce dernier comme l'un des arbitres qui statueront en cas de difficultés. Il en est de même le 28 juin 1180 pour la paix signée à Gisors entre Philippe-Auguste et Henri II.

### Troisième croisade
Richard Cœur de Lion, successeur d'Henri II, avait emmené avec lui un grand nombre de ses vassaux mais d'autres n'allèrent le rejoindre que plus tard ; Maurice II fut du nombre de ces derniers car, en 1191, il était encore en Anjou. On ne rencontre aucun acte émané de lui au moment de son départ pour son premier voyage en Terre-Sainte. Pour le second, au contraire, on en connaît plusieurs, dont un testament datant de 1191.

### Décès
Maurice II revint en France et fonda le prieuré des Bonshommes de Ballots près de Craon. Il mourut le 12 juillet 1196, ainsi qu'il résulte de l'obituaire de la Haye-aux-Bons-Hommes. On ne sait où eut lieu sa sépulture, mais on sait que son cœur fut porté à l'abbaye de Savigny.

## Poète anglo-normand
Maurice II ne fut pas seulement un grand guerrier et un homme de foi ; il fut encore poète, et parmi les chansons des trouvères de la langue d'oïl qui sont venues jusqu'à nous, il en est une qu'on peut légitimement considérer comme son œuvre, c'est celle qui commence par ce vers :

« A l'entrant del doux termine. »

## Littérature
Maurice II de Craon est le personnage central du vers anonyme en moyen haut-allemand Moriz von Craûn, daté entre 1187 et 1250. Ceci, à son tour, dérive d'un fabliau Du chevalier Qui recovra l'amour de sa dame. L'histoire raconte les efforts de Maurice pour courtiser "Isabel", présentée comme la femme de son voisin, Richard de Beaumont.